# Jorge González (cantautor)
Jorge Humberto González Ríos (San Miguel, Santiago, 6 de diciembre de 1964) es un músico y productor chileno, famoso por haber sido el vocalista, bajista, compositor y líder del grupo de rock Los Prisioneros.
González grabó seis discos con Los Prisioneros, cuatro de ellos en su primera etapa: La voz de los '80 (1984), Pateando piedras (1986), La cultura de la basura (1987), Corazones (1990), Los Prisioneros (2003) y Manzana (2004). Tras la primera separación de la banda, en 1992, González comenzó una carrera como solista, durante la cual ha editado siete discos: Jorge González (1993), El futuro se fue (1994), Mi destino (1999), Libro (2013), Naked Tunes (2014) (como Leonino), Trenes (2015) y Manchitas (2018).
Además, González formó con Martín Schopf el proyecto Gonzalo Martínez, precursores de la «electrocumbia» con su disco Gonzalo Martínez y sus congas pensantes (1997).
Tras un segundo período con Los Prisioneros (2001-2006), González creó la banda Los Updates (2006-2012), con la que desarrolla música electrónica (indagando en el electropop, house, minimal y synth pop), realizando giras por Europa.
El 7 de febrero de 2015, mientras efectuaba una gira por Chile, colapsó debido a un accidente cerebrovascular que había sufrido unos días antes. Durante su convalecencia en Santiago lanzó los sencillos «Nada es para siempre» y «Trenes, trenes, trenes», como adelanto de su último disco solista, Trenes. En noviembre de 2015 fue galardonado con el Premio a la Música Nacional Presidente de la República (categoría Música Popular), por su trayectoria artística.
En diciembre de 2016, anunció su retiro de los escenarios, lo que se concretó el 7 de enero de 2017.
En agosto de 2018, fue premiado y homenajeado por la Sociedad Chilena del Derecho de Autor (SCD) como «figura fundamental de la música chilena».

## Carrera musical
Jorge Humberto González Ríos nació en la comuna de San Miguel, en la capital chilena, el 6 de diciembre de 1964. Es el hijo mayor del músico Jorge González Ramírez (Koke Rey) e Ida Ríos Rojas. Tiene un hermano, el diseñador, fotógrafo y videógrafo Marco González, y una hermana, la artista visual y médico veterinario Zaida González. En su adolescencia, estudió en el Liceo N.º 6 de San Miguel —actualmente Liceo Andrés Bello A-94—, donde conoció a Miguel Tapia y a Claudio Narea, con quienes formó las agrupaciones Los Pseudopillos y Los Vinchukas, rebautizados posteriormente como Los Prisioneros, banda con la que se hizo conocido a nivel nacional y latinoamericano, tanto por su propuesta musical como por ser un grupo abiertamente opositor a la dictadura militar de Augusto Pinochet.

### Los Prisioneros (1983-1992)
En 1984 grabó el primer disco de Los Prisioneros, La voz de los 80, mientras estudiaba en el Conservatorio de Música de la Universidad de Chile. En 1986 salió a la venta Pateando piedras, con temáticas en la línea de lo que había sido el disco anterior y con una cercanía a la música electrónica al incorporar teclados, sintetizadores, samplers y computadoras en varias de las canciones.
El tercer disco de Los Prisioneros se tituló La cultura de la basura (1987), el cual contó con la participación de Claudio Narea y Miguel Tapia en la composición de temas, cosa que prácticamente no había ocurrido en discos anteriores (excepto por la canción «¿Quién mató a Marilyn?» del disco debut, escrita por Tapia). Este disco fue pionero de las tecnologías de collages de amplíes en el mundo.[cita requerida] También se acentuó la mezcla de las influencias de los discos anteriores, con temas roqueros como «Pa pa pa», «Usted y su ambición» o «Maldito sudaca» y también algunos que incorporan sintetizadores y toques electrónicos, como «Poder elegir» o «Que no destrocen tu vida».
La gira de La cultura de la basura estuvo apocada por la censura oficial que sufrió la banda luego de que González manifestase que ellos votarían en contra del dictador Augusto Pinochet en el plebiscito de 1988, por lo que se vieron obligados a salir de Chile y hacer una gira por toda Sudamérica. En este período se editó una versión «latinoamericana» de La cultura de la basura, donde González regrabó varios de los temas del disco editado en Chile (reemplazando, por ejemplo, a Claudio Narea como vocalista principal en «Lo estamos pasando muy bien») e incorporó la canción «We are sudamerican rockers», que fue famosa por su videoclip, y el primero en ser emitido en la señal de MTV Latino en 1993.[cita requerida]
En 1990, y después de la salida de Claudio Narea de la banda, González compuso y grabó en solitario el cuarto álbum de Los Prisioneros: Corazones. Este disco fue su éxito más grande de ventas y llevó a Los Prisioneros a triunfar en mercados que les habían sido esquivos en la década anterior, como Argentina, Centroamérica y Estados Unidos. Este álbum destacaba por su sonido casi completamente electrónico y por sus letras sentimentales. De esta placa sobresalen los sencillos «Tren al sur» y «Estrechez de corazón».
A pesar del éxito comercial, ese año fue una época oscura para González, ya que cayó en el mundo de las drogas.

### Debut solista y discos experimentales (1992-2001)
En octubre de 1991, González anunció la disolución de Los Prisioneros. Esta se materializó en 1992, principalmente debido a su falta de interés en crear material con sus nuevos compañeros (Cecilia Aguayo y Robert Rodríguez).
En 1993 lanzó en Miami su primer disco solista, Jorge González, que fue grabado en Los Ángeles y producido por el músico argentino Gustavo Santaolalla, con quien ya había colaborado en la grabación de Corazones y que posteriormente trabajaría con artistas como Café Tacuba y Juanes. De ese álbum se extrajeron como sencillos los temas «Mi casa en el árbol», «Fe», «Esta es para hacerte feliz» y «Pastilla». Sin embargo, el disco contaba con otras canciones como «Más palabras» y la pista oculta «Esas mañanas», canción que había compuesto durante las llamadas «sesiones Beaucheff» de 1989 para el cuarto álbum de Los Prisioneros. Se debe agregar que Gonzáles toco y canto el tema FE con los prisioneros en los inicios del grupo, para luego darle su toque personal como solista. 
Si bien el disco tuvo regulares ventas, se esperaba que se vendieran alrededor de 700.000 copias a nivel latino. Su compañía disquera en ese entonces, EMI International, la cual le había ofrecido un contrato millonario por cerca de 600 000 dólares y había proclamando a González como «artista prioritario» a nivel regional, invirtió mucho dinero en la producción de este álbum, que contó con músicos que habían trabajado con artistas como Michael Jackson.[cita requerida]
Esto generó que el segundo disco de González, llamado El futuro se fue (1994), haya sido grabado en tiempo récord en su propia casa y con uno de los primeros sistemas de Pro Tools, aunque luego la mezcla se realizó en los estudios de Peter Gabriel en Bath (Inglaterra). El disco, más íntimo, crudo y experimental que el anterior, no tuvo mayor difusión salvo por la publicación de un único sencillo, «El niño y el papá». Estaba ejecutado íntegramente por González, aunque contó con la participación del vocalista de Electrodomésticos, Carlos Cabezas, coautor del tema «Mapuche o español». El disco fue un fracaso en ventas tal que permanece descatalogado hasta el día de hoy, y marcó el fin del acuerdo contractual de González con EMI. 
A pesar del fracaso comercial de El futuro se fue, se planeó una gira para el verano de 1995. Sin embargo, ese mismo año, González se mudó a Nueva York a estudiar Ingeniería en Sonido, en el Institute of Audio Research. Regresó momentáneamente a Chile en 1996 para trabajar en la selección de temas del álbum recopilatorio de Los Prisioneros, Ni por la razón, ni por la fuerza.
A fines de 1997, González, ya restablecido en Chile, formó un grupo de «electrocumbias» llamado Gonzalo Martínez, junto con su compatriota Martín Schopf (Dandy Jack). El único álbum editado por el dúo, Gonzalo Martínez y sus congas pensantes, recoge diez cumbias —algunas tradicionales y otras de autoría de González y Dandy Jack—, pero en formato electrónico, lo que ratificó la incursión que González había hecho en sus discos anteriores. Sin embargo, este disco fue vapuleado por la crítica chilena.[cita requerida] En noviembre de 2014, Gonzalo Martínez y sus congas pensantes fue nuevamente editado en CD, y por primera vez en vinilo, esta vez por el sello Plaza Independencia.
En 1998, disolvió Gonzalo Martínez para formar un nuevo proyecto, en compañía de Argenis Brito (colaborador suyo en Gonzalo Martínez) y de su excompañero en Los Prisioneros, Miguel Tapia. Este nuevo grupo, Los Dioses, fue promocionado erróneamente como «el regreso de Los Prisioneros». El trío se presentó con relativo éxito en Perú y Chile, acompañado de músicos como Carlos Cabezas, hasta la salida de González en marzo de 1999. Entonces el grupo fue rebautizado como Razón Humanitaria y se disolvió pocos meses después.
Tras el fracaso de Gonzalo Martínez y Los Dioses, González decidió volver a tomar su guitarra y hacer un disco de rock mucho más apegado a lo que de él se esperaba en los conservadores medios chilenos. Así, se recluyó en la casa de su madre, y, nuevamente armado con Pro Tools, concibió el disco Mi destino: Confesiones de una estrella de rock, editado bajo el sello Alerce, y del cual se promocionaron los sencillos «Me pagan por rebelde», «Carita de gato», «Necesito poder respirar» (versión en castellano de «The Air That I Breathe») y «Allende vive». En la canción «El viejo que bailaba "El nuevo estilo de baile"» se reúnen tres grandes figuras de la historia del rock nacional: Carlos Cabezas, Álvaro Henríquez y Jorge González.

### Retorno de Los Prisioneros (2001-2006)
En 2001 los integrantes originales de Los Prisioneros anunciaron que se reunirían tras una década de separación para celebrar una única presentación en el Estadio Nacional el 1 de diciembre. Sin embargo, la demanda fue tan grande que debió realizarse un segundo concierto la noche previa, con un público total de casi 150.000 personas. Debido al éxito de estas presentaciones, al año siguiente la banda decidió ir de gira por todo Chile, Perú, Ecuador y Colombia. En 2003 Los Prisioneros publicaron un nuevo disco, de título homónimo, el cual, a pesar de la expectación que había generado entre los fanes y la prensa, no logró los resultados esperados. De este disco se destacan temas como «San Miguel», «Concepción», «Ultraderecha» y «Violencia». Poco después del lanzamiento, González despidió a Claudio Narea de la banda debido a diferencias musicales.
González y Tapia siguieron tocando juntos con músicos invitados, como Álvaro Henríquez, con el que grabaron un disco de temas de bandas como The Beatles, Virus y la serie infantil 31 minutos, llamado Los Prisioneros en las Raras Tocatas Nuevas de la Rock & Pop.
En 2004 se unieron a la banda Sergio «Coti» Badilla y Gonzalo Yáñez (ex No Me Acuerdo). Esta nueva formación sacó, ese mismo año, el disco Manzana y realizó una extensa gira a nivel americano. González decidió radicarse con la banda en México, por lo que Yáñez prefirió quedarse en Chile y privilegiar su carrera solista.
Paralelamente, González se integró en el proyecto electrónico Sieg Über Die Sonne, formado por Dandy Jack y Tobías Freund. Contribuyó con tres canciones en el disco (-) x (-) = (+) (2001) y, ya como miembro pleno, grabó +1 (2004).
Durante el año 2004, el músico concedió al periodista Emiliano Aguayo la entrevista más extensa y completa sobre su vida y obra que ha ofrecido hasta la fecha. Esta entrevista fue publicada en 2005 en forma de libro con el título Maldito sudaca: Conversaciones con Jorge González, 1984-2004 (Ril Editores, Chile). Luego, en 2020, aparece la segunda parte de estas conversaciones entre González y Aguayo, bajo el título Independencia Cultural: Conversaciones con Jorge González, 2005-2020 (Ril Editores, Chile)
El 18 de febrero de 2006, luego de haberse presentado exitosamente en Canadá, Estados Unidos, México, Ecuador, Perú, Bolivia, Colombia y Chile, Los Prisioneros realizaron en el Aula Magna de la Universidad Central de Venezuela, en Caracas, su accidentado último concierto oficial. Tras apenas una hora de paupérrimo espectáculo, el público asistente terminó coreando «¡traicioneros, traicioneros!», y González y Tapia se pelearon en el escenario.

### Los Updates (2006-2012)

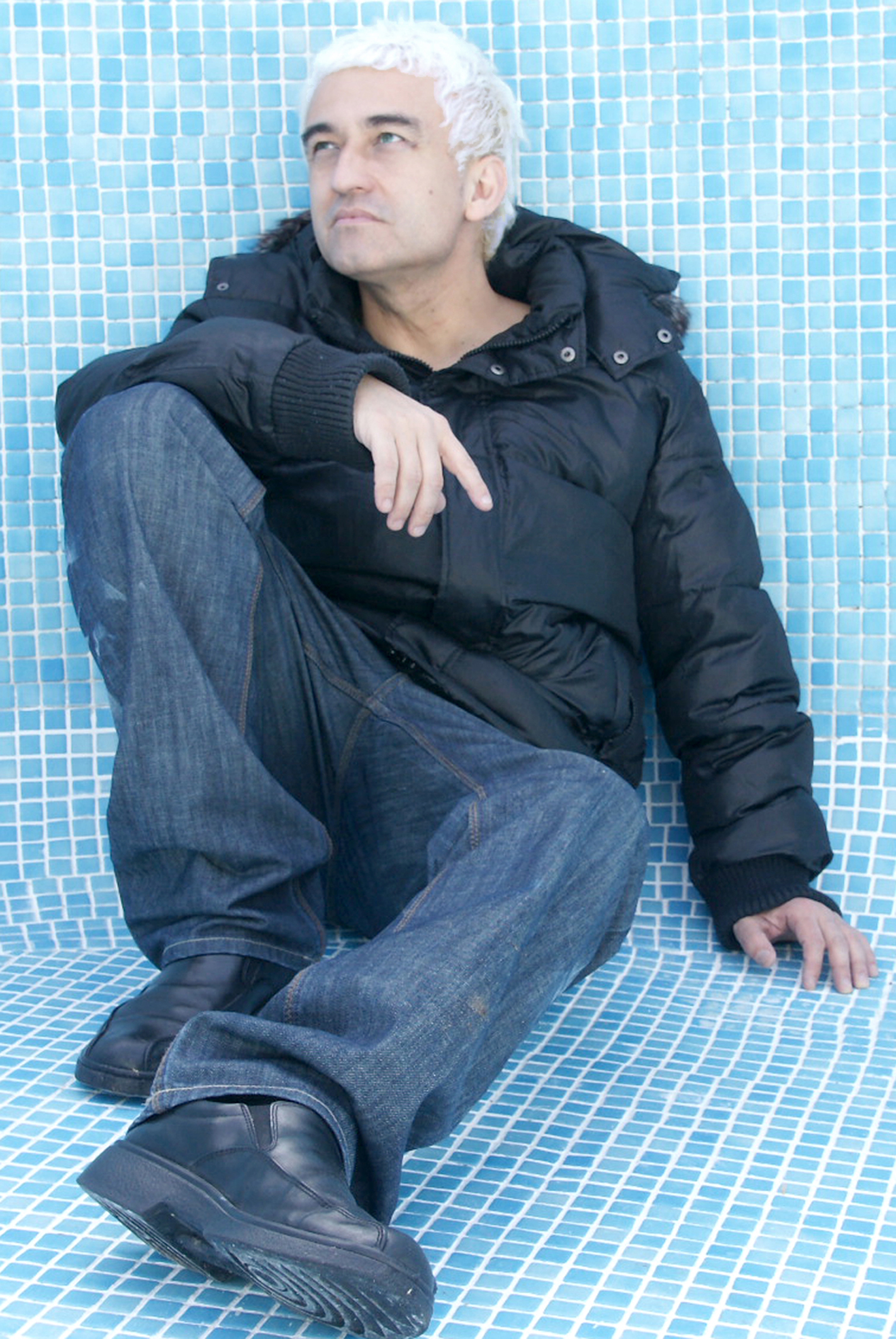
Jorge González en 2009.

González agregó un capítulo más a su vasta carrera al fundar junto a su pareja de entonces Loreto Otero, Los Updates, una banda de música electrónica con la que el autor y su pareja realizaron giras por varios países del mundo dentro del ambiente de música electrónica y clubes. Londres, París, Tokio y Moscú fueron algunos de sus escenarios. Grabaron varios discos bajo el sello Cadenza y Nice Cat Records, este último de propiedad y creación de la sociedad González y Otero.
En enero de 2007 se realizó en Santiago La Cumbre del Rock Chileno, donde desfilaron infinidad de músicos de las últimas tres décadas; Jorge González viajó desde México especialmente para este evento, y apareció en escena sólo con una guitarra y una casete con pistas.
En abril de 2007 se realizó por primera vez en Chile el Festival Vive Latino, originario de México. Su actuación se dividió en tres partes: set electrónico, acompañado de Gonzalo Yáñez y Vicente Sanfuentes, además de un pequeño conjunto de cuerdas; acústico, González solo con su guitarra; y roquero, esta vez acompañado en escena por Los Bunkers.
En mayo del mismo año fue invitado a tocar en México al Vive Latino original.
En junio de 2007 lanzó Jorge González EP (titulado Los Updates EP en el extranjero), con cuatro canciones. El único sencillo, «Aviador» alcanzó el número 1 en las clasificatorias en Chile. González presentó el EP en vivo en Perú, México, Colombia, Ecuador, Argentina, Estados Unidos, Suecia y Chile. Los Updates EP fue editado en Estados Unidos por Nacional Records, en México por Noiselab y en Argentina por Secsi.
Durante 2008, y luego de una larga ausencia de los eventos masivos en Chile, reapareció en escena con su participación en la gira Garage Music (que llevaba el nombre de un programa buscatalentos roqueros de La Red y Canal 13). Por primera vez en Chile presentó a su proyecto Los Updates.
Durante esta gira se presentó en tres de las fechas. En La Serena acompañó a Los Tres interpretando dos grandes clásicos de la memoria colectiva local, «El rock del Mundial» de Los Ramblers y «Tu cariño se me va» de Buddy Richard. Durante febrero de 2008 se presentó en el Festival Palmenia Pizarro de San Felipe.
A mediados de ese mismo año, González volvió a tierras chilenas para realizar una gira en solitario. Esa gira se llamó Grandes éxitos y pasó por ciudades como Arica, Antofagasta, Calama, Valparaíso (en Centex el 14 de junio) y Viña del Mar, entre otras, cerrando con gran éxito el 5 de julio de 2008 en la Discotheque Blondie de Santiago.
El 11 de septiembre de 2008, participó en el homenaje a Salvador Allende celebrado en la Sala Ollin Yoliztli del Centro Cultural del mismo nombre, en Ciudad de México. Aunque se promocionó como un concierto de Los Updates, González se presentó sólo acompañado de su guitarra acústica.
En 2008, presentó su primer disco con Los Updates, First if you please, en formato vinilo, del cual se vendieron más de 10 mil copias entre 2008 y 2009. Los sencillos «4 wheel drive» y «I don't feel like coming home» tuvieron una gran acogida en Japón.[cita requerida]
En enero de 2009, se presentó en La Cumbre del Rock Chileno II, apenas un día después de la actuación de sus excompañeros de Los Prisioneros, Claudio Narea y Miguel Tapia (Narea y Tapia).
El proyecto se disolvió en 2012, cuando Jorge González finalizó su relación sentimental con Loreto Otero.

### Retorno solista y consolidación (2010-2015)

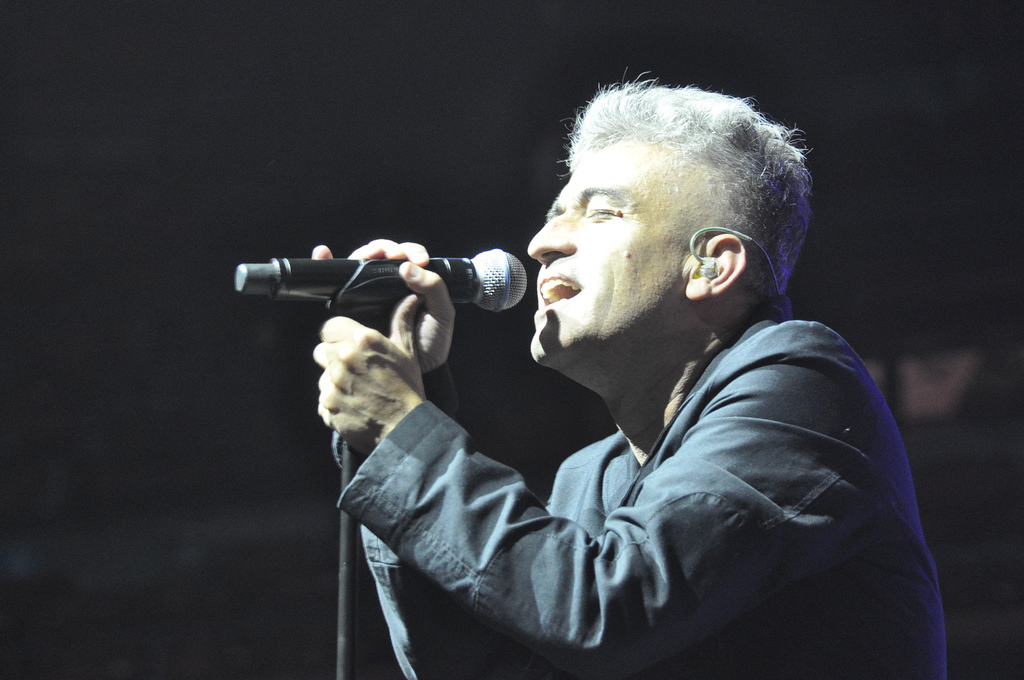
González en 2011.

Entre 2010 y 2011, Jorge González realizó una gira por todo Chile recreando el álbum debut de Los Prisioneros, La voz de los '80, conmemorando los 25 años de su lanzamiento, en compañía de su banda: Gonzalo Yáñez (guitarra), Jorge Delaselva (bajo), Pedropiedra (batería) y Felipe Carbone (teclados). El 31 de julio de 2010 participó, junto a Inti Illimani Histórico, Beto Cuevas, Francisca Valenzuela, Claudia Acuña, Denisse Malebrán y el Coro San Carlo de Nápoles, en el concierto Hecho en Chile, celebrado en Pompeya (Italia) para homenajear a Víctor Jara y Violeta Parra. El evento fue organizado por la Fundación Teatro a Mil.
En noviembre de 2012 recibió el premio Ícono del Rock Chileno.
El 28 de febrero de 2013 se presentó en el Festival de Viña del Mar por tercera vez en su carrera (las dos ocasiones anteriores habían sido con Los Prisioneros). Ese mismo día lanzó su primer álbum solista en 14 años, Libro, un proyecto personal compuesto y grabado en los estudios de su residencia en Berlín. Declaró que para este disco pasó por momentos emocionales muy intensos, entre los que se encontró una transición al vegetarianismo, y compuso las canciones de manera muy rápida y sincera para poder transmitir sus sentimientos en vivo.
En 2014 publicó, bajo el alias «Leonino», Naked Tunes, un disco en inglés exclusivo para el mercado estadounidense. A finales de ese año comenzó a trabajar en su sexto álbum solista, cuyo título tentativo sería precisamente Álbum. Este disco, junto con Libro y Naked Tunes, forma parte de la llamada «trilogía de Berlín». El 20 de marzo de 2015 fue publicado «Nada es para siempre», el primer sencillo del nuevo álbum, llamado finalmente Trenes.

## Accidente cerebrovascular: 2015–presente
El 30 de enero de 2015 inició una nueva y ambiciosa gira por el centro y sur de Chile. No obstante, González presentaba un evidente deterioro motriz y vocal, que sus representantes atribuyeron en un primer momento a una gripe mal cuidada. La noche del 7 de febrero, durante su actuación en el festival de Nacimiento, debió retirarse del escenario después de apenas 40 minutos de espectáculo, en los que se vio extremadamente débil y desorientado, y de una disputa con los organizadores del evento (ya que estos habían decidido retrasar su espectáculo para prolongar el de Los Atletas de la Risa), siendo internado en la Clínica Universitaria de Hualpén. Allí, luego de descartarse un posible cuadro de origen viral, el diagnóstico reveló que González había sufrido un infarto isquémico cerebeloso subagudo pocos días antes.
Dos días más tarde recibió el alta médica para continuar su tratamiento en la Clínica Santa María de Santiago, debiendo cancelar el resto de la gira, la que tenía contemplado, además, su debut en el festival Lollapalooza. Una angiografía determinó que González había tenido una seguidilla de infartos cerebrales (gatillada por diversos factores, entre ellos una mala alimentación), que se arrastraban por un período de al menos siete meses. El 1 de abril fue internado en la unidad de cuidados intensivos de la clínica para revaluar su delicada condición de salud, al no presentar mejorías.
Durante el tratamiento se lanzó una remezcla de Naked Tunes, titulado Mixed Feelings.
El 24 de mayo de 2015 se estrenó el videoclip de «Nada es para siempre», el primer sencillo de Trenes. Este video constituyó la primera aparición pública oficial de González desde que fue internado por su ACV en febrero de aquel año. El 23 de agosto fue publicado el segundo sencillo del álbum, «Trenes, trenes, trenes», cuyo vídeo fue dirigido por el comediante Pedro Ruminot, junto a Robert Díaz, y protagonizado por Daniel Alcaíno. Sin embargo, pese a su paulatina mejoría, el 3 de septiembre se reveló que González continuaba en riesgo vital y que, de sobrevivir, deberá estar en tratamiento de por vida. Tras conocerse esta noticia, artistas del medio local (Gonzalo Yáñez, Francisca Valenzuela, Rodrigo «Don Rorro» Osorio, C-Funk y Álvaro Henríquez) expresaron tristeza y su apoyo al músico.

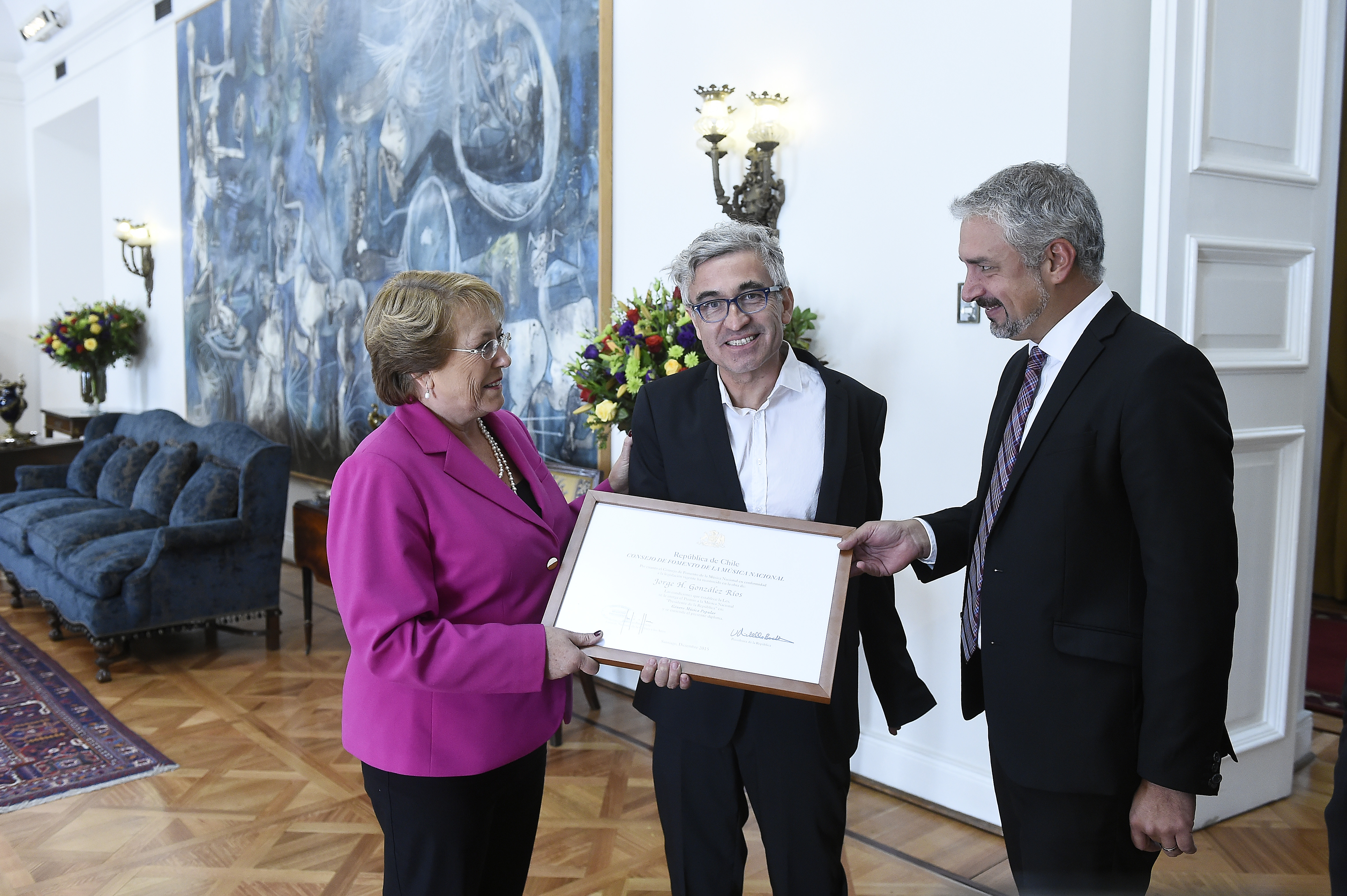
Jorge González (al centro) recibe de manos de la presidenta Michelle Bachelet el Premio a la Música Nacional Presidente de la República, categoría Música Popular (2016).

Sorpresivamente, el 28 de septiembre se dio a conocer que González volvía a los escenarios el 27 de noviembre para un concierto homenaje en el Movistar Arena de Santiago. El concierto, que tomó el nombre del primer sencillo de Trenes, repasó su clásico repertorio tanto solista como con Los Prisioneros y contó con músicos invitados de la talla de Álvaro Henríquez, Gonzalo Yáñez, Pedropiedra, Miguel Tapia, Gepe, Javiera Mena, Florcita Motuda, Roberto Márquez (Illapu), Los Jaivas, Manuel García y Zaturno, entre otros. El evento fue transmitido por ADN Radio Chile, que cortó la intervención de González «por respeto».
Al cierre del evento, Trenes seguía sin fecha de lanzamiento. En la entrevista de González a La Tercera el día del concierto, se decía que el disco saldría antes de fin de año; en radio ADN se dijo que el representante de González, Alfonso Carbone, lo había anunciado para ese mismo día.
El 30 de noviembre, González fue galardonado por Consejo Nacional de la Cultura y las Artes (CNCA) con el Premio a la Música Nacional Presidente de la República, en la categoría Música Popular (el premio sería aceptado por el padre de González en representación de su hijo el 28 de marzo siguiente). Dieciocho días después se lanzó finalmente el disco y González fue entrevistado en Informe Especial, donde declaró que, de cara al futuro, planea realizar un álbum con una orquesta sinfónica, y continuar explorando el folklore nacional, algo hecho en El futuro se fue y Libro. Por otro lado, La Tercera mencionó que González comenzaría a grabar en agosto de 2016 un nuevo disco junto a su gran amigo Gonzalo Yáñez, y que publicaría durante el año tres libros, uno de ellos con cuentos cortos.
Durante el mes de julio se anunció un nuevo trabajo de González con tres temas inéditos y que recopila sus trabajos como Leonino. Este trabajo, titulado Double Life 2014-2016, se lanzó el 28 de julio de 2016.
El 3 de diciembre del mismo año, González hizo una aparición en el cierre de la Teletón 2016 en el Estadio Nacional, junto a su banda y varios de los artistas que lo homenajearon como Manuel García y Javiera Mena, siendo esta su última gran aparición; curiosamente, quince años después del retorno de Los Prisioneros en ese mismo escenario. Días después dio a conocer la noticia de que dejaría de realizar conciertos en vivo debido a su precario estado de salud. El anuncio se concretó en la versión 2017 de la Cumbre del Rock Chileno, específicamente el día 7 de enero. Ese día, en un show de no más de 50 minutos, González y su banda interpretaron 13 temas, entre ellos cuatro de Los Prisioneros. Aunque era esperable un repaso completo de las obras en solitario de González, este omitió del tracklist los discos El futuro se fue y Mi destino, además de sus trabajos con Los Updates y como Leonino.
En diciembre, González había lanzado su primer box set, Demos, una edición de tres CD y un grueso librillo que recopila temas descartados de Los Prisioneros y de los discos solistas de González, además de algunos temas de los discos Los Prisioneros y Manzana. 
En marzo de 2017 publicó Héroe, libro autobiográfico donde repasa episodios inéditos de su vida, y sobre todo, junto a Los Prisioneros.
El 1 de septiembre de 2017, González lanzó sorpresivamente Gracias, adelanto de su primer álbum recopilatorio oficial, Antología, lanzado el 17 de diciembre por el sello Música y Entretenimiento.
Durante el verano de 2018 grabó su sexto álbum de estudio, Manchitas, donde retomó la faceta electrónica que ha explorado a lo largo de su carrera. El álbum fue lanzado en formato digipak el 13 de agosto de 2018, mismo día en el que González fue reconocido con el premio Figura Fundamental de la Música Chilena e Icono ilustre del mejor rock chileno otorgado por la Sociedad Chilena de Autores e Intérpretes Musicales.
En enero de 2020, González anunció Historias de Gatos, su primer libro de ficción, compuesto por una recopilación de cuentos donde relata la historia de distintos gatos que conoció en su recorrido artístico. Originalmente iba a ser lanzado en marzo, pero su publicación ha sido pospuesta indefinidamente.
El 30 de mayo de 2021 lanzó Demos 2: 1983-1991, en formato de CD doble, y acompañado por un libro de 40 páginas. El disco recopila maquetas y registros de González en la primera época de Los Prisioneros, desde La voz de los ’80 a Corazones.
En una entrevista publicada por The Clinic en enero de 2024, González reveló estar trabajando como letrista con el músico Adán Fresard.

## Discografía

### Los Prisioneros
- 1984: La voz de los '80
- 1986: Pateando piedras
- 1987: La cultura de la basura
- 1990: Corazones
- 2003: Los Prisioneros
- 2004: Manzana

### Gonzalo Martínez
- 1997: Gonzalo Martínez y sus congas pensantes

### Los Updates
- 2007: Jorge González EP (publicado fuera de Chile como Los Updates EP)
- 2007: What's around
- 2008: First if you please

### Solista

#### Álbumes de estudio
- 1993: Jorge González
- 1994: El futuro se fue
- 1999: Mi destino: Confesiones de una estrella de rock
- 2013: Libro
- 2014: Naked Tunes (como Leonino)
- 2015: Trenes
- 2018: Manchitas

#### Álbumes en vivo, recopilatorios y EP
- 2014: Corazones en vivo
- 2015: Mixed Feelings (como Leonino)
- 2016: Double Life 2014-2016 (como Leonino)
- 2016: Demos
- 2017: Antología
- 2018: Nada es para siempre
- 2021: Jorge González Demos 2 | 1983 - 1991

#### Sencillos
Solo se muestran sus sencillos como solista y como Leonino.
| Año  | Título                                                | Álbum                                           |
| ---- | ----------------------------------------------------- | ----------------------------------------------- |
| 1993 | "Esta es para hacerte feliz"                          | Jorge González                                  |
| 1993 | "Mi casa en el árbol"                                 | Jorge González                                  |
| 1993 | "Fe"                                                  | Jorge González                                  |
| 1993 | "Pastilla"                                            | Jorge González                                  |
| 1994 | "El niño y el papá                                    | El futuro se fue                                |
| 1999 | "Carita de gato"                                      | Mi destino: Confesiones de una estrella de rock |
| 1999 | "Necesito poder respirar"                             | Mi destino: Confesiones de una estrella de rock |
| 2000 | "Allende vive (y yo sé dónde (y no les voy a decir))" | Mi destino: Confesiones de una estrella de rock |
| 2012 | "Nunca te haría daño"                                 | Libro                                           |
| 2013 | "Es muy tarde"                                        | Libro                                           |
| 2013 | "Yo no estoy en condiciones"                          | Libro                                           |
| 2013 | "No hay mal que dure cien años"                       | Libro                                           |
| 2014 | "I think we should be friends"                        | Naked Tunes                                     |
| 2014 | "Don't change your mind"                              | Naked Tunes                                     |
| 2015 | "Nada es para siempre"                                | Trenes                                          |
| 2015 | "Trenes, trenes, trenes"                              | Trenes                                          |
| 2015 | "Una noche entera de amor"                            | Trenes                                          |
| 2017 | "Gracias"                                             | Antología                                       |
| 2018 | "Ex adicto"                                           | Antología                                       |
| 2018 | El baile de los que sobran                            | Nada es para siempre                            |
| 2018 | Señora tiene té (junto a Wata)                        | –                                               |

El sencillo «Pobrecito mortal» (2011), cover de la canción de Florcita Motuda, el cual forma parte del doble recopilatorio Antología, fue interpretado en vivo en varias ocasiones.
El sencillo «Fe (Homenaje)» fue lanzado a fines de 2015 como promoción de su concierto "Nada es para siempre". 
La canción contó con la participación de Roberto Márquez, Manuel García, Javiera Mena, Álvaro Henríquez, Gepe, Claudio Parra y miembros de su banda como Pedropiedra, Gonzalo Yáñez, Jorge Delaselva, Pepe Carbone y Eduardo Quiroz.

## Filmografía
| Año  | Título                                              | Rol      | Notas                                                     | Ref.   |
| ---- | --------------------------------------------------- | -------- | --------------------------------------------------------- | ------ |
| 1986 | Los rockeros chilenos                               | Él mismo | Cortometraje documental. Teleanálisis.                    | [ 17 ] |
| 1987 | Los Prisioneros                                     | Él mismo | Cortometraje documental. Teleanálisis.                    | [ 18 ] |
| 1988 | Lucho, un hombre violento                           | Pocho    | Cortometraje humorístico                                  | [ 19 ] |
| 1991 | Los Prisioneros: Grandes Éxitos                     | Él mismo | Largometraje documental                                   | [ 20 ] |
| 2000 | Los Tres de Chile                                   | Él mismo | Largometraje documental                                   | [ 21 ] |
| 2003 | Los Prisioneros: El Álbum                           | Él mismo | Largometraje documental                                   |        |
| 2004 | Malditos: La historia de Fiskales Ad-Hok            | Él mismo | Largometraje documental                                   | [ 22 ] |
| 2007 | Ángeles Negros                                      | Él mismo | Largometraje documental                                   |        |
| 2009 | Pulentos                                            | Él mismo | Serie animada (episodio: “No dejes para mañana”)          | [ 23 ] |
| 2012 | Doremix                                             | Él mismo | Serie documental (episodio: “El baile de los que sobran”) | [ 24 ] |
| 2012 | Jorge González: Berlín 2012                         | Él mismo | Cortometraje documental                                   | [ 25 ] |
| 2014 | We are Sudamerican beats                            | Él mismo | Largometraje documental                                   | [ 26 ] |
| 2015 | Jorge González: El viaje de vuelta                  | Él mismo | Largometraje documental. TVN.                             |        |
| 2020 | Rompan todo: La historia del rock en América Latina | Él mismo | Miniserie documental (3 episodios)                        |        |

## Posición política y activismo
Jorge González desde su juventud fue reconocido como un férreo opositor a la dictadura de Augusto Pinochet. Para la primera vuelta de la elección presidencial de Chile de 1999 manifestó su apoyo a Gladys Marín, candidata del Partido Comunista de Chile. Si bien es crítico de los posteriores gobiernos de la Concertación, mantuvo una opinión favorable respecto al expresidente Ricardo Lagos Escobar.

En octubre de 2020 participó en la franja electoral del comando Apruebo Chile Digno para el plebiscito nacional, que marcaba el inicio de un nuevo proceso constituyente.
En julio de 2021 apoyó a Daniel Jadue, candidato del Partido Comunista de Chile, en las primarias presidenciales de Apruebo Dignidad de 2021, señalando su rechazo a la reelección de un gobierno de derecha.
En noviembre de 2021 expresó su apoyo a Eduardo Artés, candidato de Unión Patriótica, refiriéndose a él como "el único candidato de izquierda" en la elección presidencial.

## Influencia en la cultura popular y homenajes

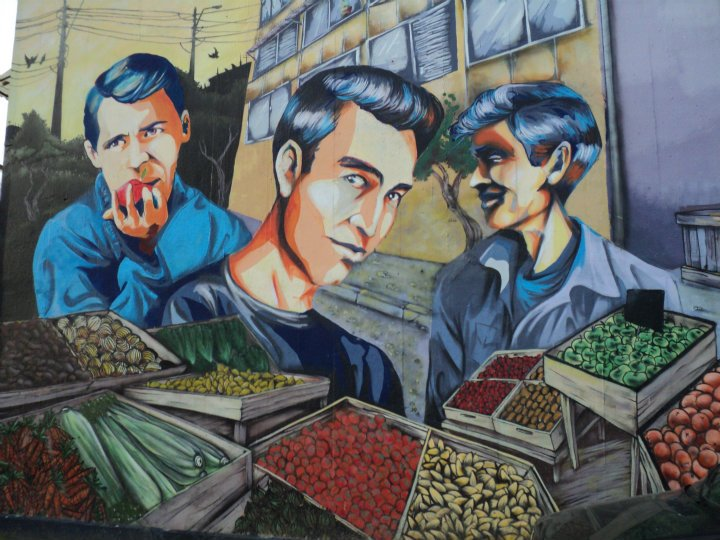
Grabado mural de Los Prisioneros hecho para el Museo a Cielo Abierto en San Miguel.

Varios artistas nacionales e internacionales han dado a conocer su admiración por González tanto por su obra solista como con Los Prisioneros. Durante la ceremonia de entrega de los premios Pulsar 2015 se le rindió homenaje con una interpretación de su tema «Fe» por Fakuta, María Colores, Consuelo Schuster, Claudia Stern y Ángel Parra, debido a su delicado estado de salud actual.
En noviembre de 2024, Podium Podcast lanzó Necesito poder respirar: la vida de Jorge González, un podcast de seis capítulos que analiza la historia del cantante.

### Cine y televisión
- En la película Miguel San Miguel (2012), de Matías Cruz, es interpretado por Mauricio Vaca.
- En la serie televisiva de Chilevisión Sudamerican Rockers (2014), es interpretado por Michael Silva.

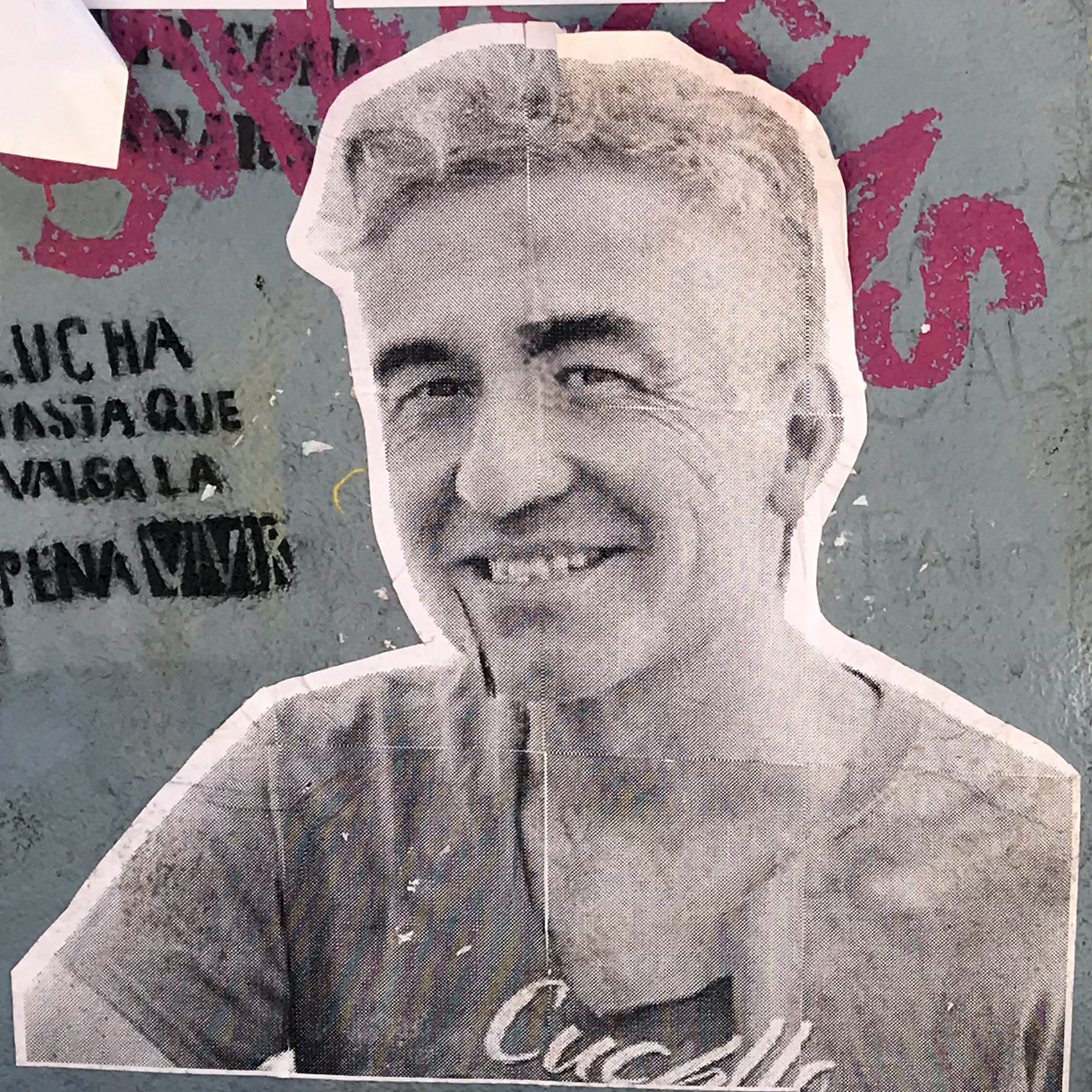
Imagen de Jorge González pegada en el Centro Cultural Gabriela Mistral, en Santiago.

- En la serie televisiva de Movistar Play Los Prisioneros (2022), es interpetado por Arón Hernández.

#### Música
- Mario Rojas y Grupo Chile, «González, Tapia y Narea» (2002).
- 3x7 Veintiuna, «A Los Prisioneros» (2012).[36]
- Pedropiedra, «La balada de J. González» (2015).[37]
- Gonzalo Yáñez, "La cura" (2016)

### Arte Urbano
- En su natal comuna de San Miguel existe un mural en conmemoración de Jorge y el grupo Los Prisioneros en el marco del Museo a Cielo Abierto en San Miguel. Su imagen es utilizada como un icono de rebeldía apareciendo repetidamente en grafitis callejeros en las ciudades de Chile.
- También se le homenajeó con un mural en el patio interior del bar Liguria del Barrio Lastarria en Santiago, junto a Víctor Jara.[38]